# Xeromelissa
Xeromelissa is een geslacht van vliesvleugelige insecten uit de familie Colletidae.

## Soorten
- X. australis (Toro & Moldenke, 1979)
- X. brevimalaris (Toro, 1981)
- X. chillan (Toro & Moldenke, 1979)
- X. chusmiza (Toro, 1981)
- X. farellones (Toro & Moldenke, 1979)
- X. irwini (Toro & Moldenke, 1979)
- X. laureli (Toro & Packer, 2001)
- X. longipalpa (Toro, 1981)
- X. luisa (Toro & Moldenke, 1979)
- X. machi (Toro, 1997)
- X. minuta (Toro & Moldenke, 1979)
- X. mucar (Toro & Moldenke, 1979)
- X. nolanai (Toro & Moldenke, 1979)
- X. nortina (Toro & Moldenke, 1979)
- X. obscura (Toro, 1981)
- X. pedroi (Toro & Moldenke, 1979)
- X. rosie (Toro & Packer, 2001)
- X. rozeni (Toro & Moldenke, 1979)
- X. sielfeldi (Toro & Moldenke, 1979)
- X. wilmattae Cockerell, 1926
- X. xanthorhina (Toro, 1997)